# Emilio Zapico
Emilio Zapico, španski dirkač Formule 1, * 27. maj, 1944, León, Španija, † 6. avgust 1996, Huete, Španija.
Emilio Zapico  je pokojni španski dirkač Formule 1. V svoji dirkaški karieri je nastopil le na svoji domači dirki za Veliko nagrado Španije v sezoni 1976, kjer pa se mu z zastarelim dirkalnikom Williams FW04 ni uspelo kvalificirati na dirko. Leta 1996 je umrl v letalski nesreči s svojim ultralahkim letalom pri španskem mestu Huete.

## Popolni rezultati Formule 1
(legenda) (odebeljene dirke pomenijo najboljši štartni položaj, poševne pa najhitrejši krog, †-uvrščen kljub odstopu)
| Leto | Moštvo          | Šasija        | Motor       | 1   | 2   | 3    | 4       | 5   | 6   | 7   | 8   | 9  | 10  | 11  | 12  | 13  | 14  | 15  | 16  | Prv | Toč |
| ---- | --------------- | ------------- | ----------- | --- | --- | ---- | ------- | --- | --- | --- | --- | -- | --- | --- | --- | --- | --- | --- | --- | --- | --- |
| 1976 | Mapfre-Williams | Williams FW04 | Cosworth V8 | BRA | JAR | ZZDA | ŠPA DNQ | BEL | MON | ŠVE | FRA | VB | NEM | AVT | NIZ | ITA | KAN | ZDA | JAP | -   | 0   |